# VP-210
ビジュアルホン VP-210（ブイピー にい いち まる ）は、DDIポケット（現ワイモバイル）向けに供給された京セラ製PHS端末である。

## 概要
VP-210は世界で初めて市販されたカメラ付きPHS端末であると同時に、世界で初めて市販された移動体電話上のテレビ電話でもある。
VP-210のメインディスプレイは、2.0インチの反射型TFT液晶であった。
本モデルのディスプレイの右上にはテレビ電話用のカメラがついており、このカメラには約11万画素CMOSイメージセンサが搭載された。
このカメラは、デジタルカメラとしても使うことができ、撮影した画像をEメールとともに送信することも可能であった。
VP-210のデータ通信方式は当時のPHSでは標準の「α-DATA32（PIAFS対応 32.2Kbps）」であった。VP-210同士でテレビ電話をすることができた。ただし、当時市販されていたNTTのISDN回線による据置型テレビ電話端末「Phoenix mini」とは、それぞれが互換性のない通信方式を採用していたため、互いの間でのテレビ電話としての通話はできなかった。なお、テレビ電話は回線交換通信であり、データ通信料金のみで通話することができた。

## 販売・反響
本モデルは、筐体の大きさや、インターネットが可能な携帯電話よりも高額であるなどの理由からあまり振るわず、出荷台数は数万台だった。
これに加え、朝日新聞の森田岳穂は2020年の記事の中で、不発に終わった原因として、同機種でしかテレビ電話が使えなかった点や、カメラの位置などを指摘している。
VP-210の発売後1999年7月になると、DDIポケットは、α-DATA64（ベストエフォート型の64Kデータ通信）や、無線機を2台搭載してハンドオーバーを改善した「ハイブリッド携帯端末 H"」の展開を開始し、VP-210の出荷を終了した。
本モデルの失敗からメーカーの大半がカメラ付携帯電話の開発をためらうようになった。その後、2000年11月に静止画の撮影を中心としたJ-SH04が登場し、その後のカメラ付き携帯電話の基礎となった。
さらにその後、2001年にテレビ電話を搭載した第3世代携帯電話（P2101Vなど）やそのPHS版機種（Lookwalk P751v）が発売され、VP-210の先進性が再度見直されることとなる。

## 沿革
- 1998年12月17日 - 電気通信端末機器審査協会（JATE）通過。
- 1999年5月17日 - DDIポケットより開発を発表
- 1999年9月 - 発売